# Ana Veronica Mircea
Ana Veronica Mircea(n. 14 iulie 1957, București) este o scriitoare română de proză scurtă SF.
A publicat peste 40 de texte în antologii, reviste, ziare și fanzine apărute după 1992, și patru volume de proză scurtă SF.  [3] [4]

## Biografie
Absolventă a Institutului Politehnic București, Facultatea de Mecanică, Secția Mecanică Fină, și a câtorva cursuri intensive (Management și marketing; Design vestimentar; Contabilitate; Formare programatori).
A practicat ingineria până în 2008. Acum traduce beletristică.

## Operă
- supra-Viețuitorii Arhivat în 24 februarie 2007, la Wayback Machine.
- Floarea de Loldilal pe web site-ul editurii Nemira
- Între lumi Arhivat în 29 septembrie 2020, la Wayback Machine.
- Întoarcerea vrăjitorului Arhivat în 15 octombrie 2019, la Wayback Machine.

A debutat în 1993, în Jurnalul SF 12, cu „Felix, The King” (după obținerea premiului II pentru proză scurtă SF la concursul Nemira ’92 cu "Paradisul bărbaților"). A publicat un volum de proză scurtă SF (Floarea de loldilal) la editura Nemira 
- „Cazul Jurgen Gott”, Anticipația CPSF # 513 / 1994-iulie
- „Sfinte Dumnezeule!”, în Antologia science-fiction Nemira '96

### Între lumi
Colecție de povestiri din ianuarie 2018:
- „Kill”
- „Coșmar”
- „Între lumi”
- „Asklepios”
- „Vremea vânturilor”
- „Mutare disciplinară”
- „Tolaie”
- „Cazul Jurgen Gott”
- „În culise”
- „Mărturisirea”
- „Himera”
- „Scan Dal”
- „Elementul exotic”
- „Iarbă”
- „Scuipând în iarbă”
- „Vise împlinite”
- „Schimb de experiență”
- „Fără doar și poate”
- „Lovitura de palat”
- „Ultima partidă”

## Premii
17 premii și o mențiune pentru proză scurtă SF.
Marele premiu la Concursul literar Pozitronic, in memoriam Costin Pana - 2005, cu povestirea: Între lumi 